# Réserve naturelle d'Adalstjern
La réserve naturelle d'Adalstjern  est une réserve naturelle norvégienne qui est située dans le municipalité de Horten, dans le comté de Vestfold.

## Description
La réserve naturelle de 0,37 km2 a été créée en 2006 et se situe au sud du Raet, dans le campus de Bakkenteigen à Borre.
Au centre de la zone se trouve l'étang d'Adalstjern entouré de marais. C'est la seule zone de marais intacte sur Raet. Sinon, la région est en grande partie une forêt de hêtres.

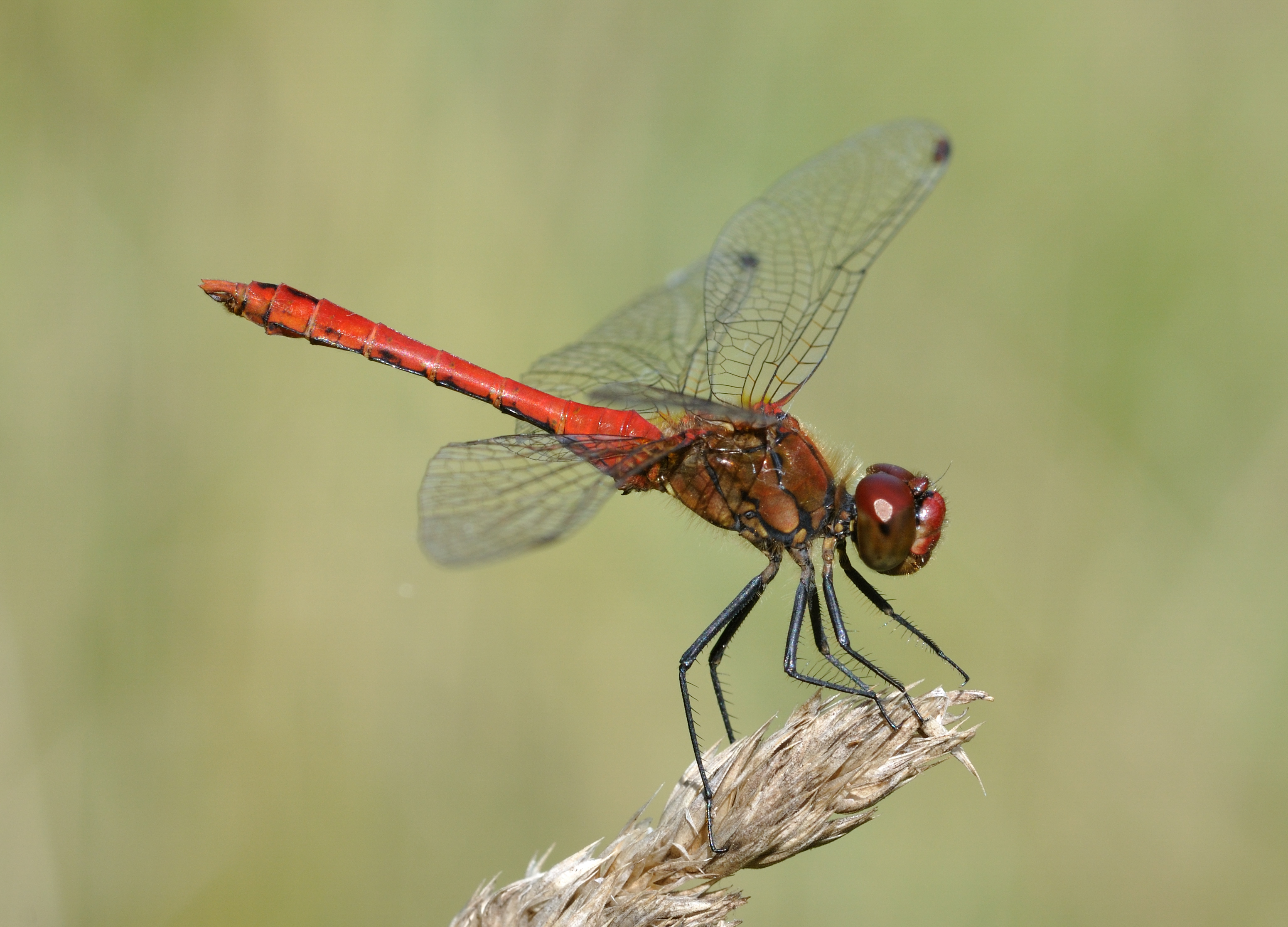
Sympetrum sanguineum

Des coupes de tourbe ont été pratiquées sur les marais autour de l'étang, notamment au sud, jusqu'aux années 1960. L'Etat a acheté le marais en 1967 dans une optique de conservation. Les analyses polliniques des couches de tourbe montrent que les hêtres se sont installés ici vers 650 apr. J.-C. Il s'agit de la plus ancienne datation du hêtre en Norvège, et on suppose que l'espèce a été introduite du sud par l'homme.
Deux espèces de droséra poussent également sur le marais . Par ailleurs, plusieurs espèces animales inscrites sur la liste rouge ont été découvertes, dont la libellule sympétrum rouge sang.